# Bernard 260
Bernard 260 C1 là một loại máy bay tiêm kích của Pháp trong thập niên 1930.

## Biến thể
260
261
262

## Tính năng kỹ chiến thuật (Bernard 260)
Dữ liệu lấy từ 
Đặc tính tổng quan
- Kíp lái: 1
- Chiều dài: 7,80 m (25 ft 7 in)
- Sải cánh: 12,55 m (41 ft 2 in)
- Chiều cao: 3,90 m (12 ft 10 in)
- Diện tích cánh: 18,20 m2 (195,9 foot vuông)
- Trọng lượng rỗng: 1.357 kg (2.992 lb)
- Trọng lượng có tải: 1.868 kg (4.118 lb)
- Động cơ: 1 × Hispano-Suiza 12Xbrs , 510 kW (690 hp)
- Cánh quạt: 2-lá

Hiệu suất bay
- Vận tốc cực đại: 376 km/h (234 mph; 203 kn)
- Tầm bay: 800 km (497 mi; 432 nmi)
- Trần bay: 10.260 m (33.661 ft)

Vũ khí trang bị

- Súng: 2 pháo